# Trillium channellii
Trillium channellii là một loài thực vật có hoa trong họ Melanthiaceae. Loài này được Fukuda, J.D.Freeman & Itou miêu tả khoa học đầu tiên năm 1996.